# Artistique-Europameisterschaft 1951

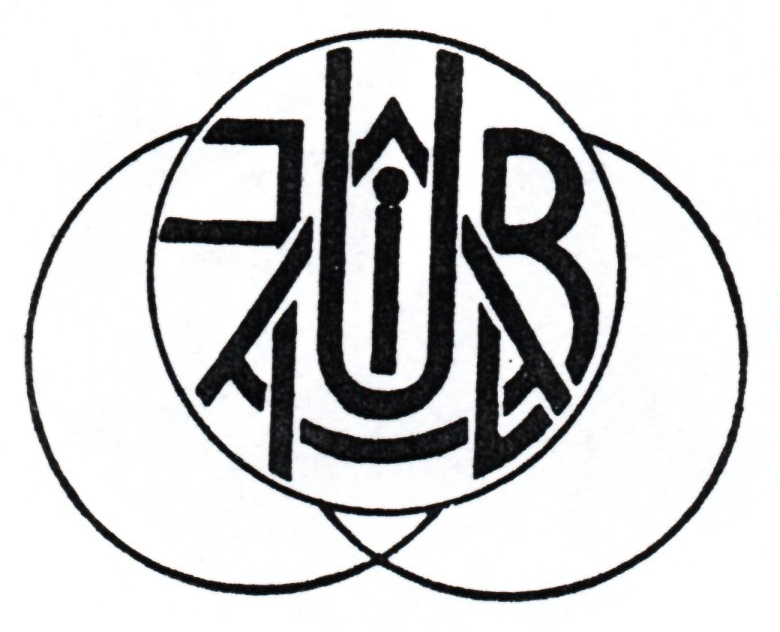
Logo UIFAB (ausrichtender Verband)

Veranstaltungsort: Amsterdam

Die Billard-Artistique-Europameisterschaft 1951 war das fünfte Turnier in dieser Disziplin des Karambolagebillards und fand vom 2. Juni bis zum 4. November 1951 in Amsterdam statt.

## Modus
Gespielt wurden 64 verschiedene Figuren mit verschiedenen Punktewertungen. Jeder Teilnehmer hatte pro Figur vier Versuche. Die maximale Punktzahl betrug 500 Punkte.

Gewertet wurde wie folgt:
1. Punkte = Erzielte Punkte
2. Versuche = Anzahl der gespielten Versuche
3. gelöste Figuren = gelöste Figuren
4. HS = Punkte der nacheinander gelösten Figuren
5. % = Prozentual gelöste Figuren

## Abschlusstabelle
| Platz                        | Name                     | Punkte | Versuche | gel. Figuren | HS | %       |
| ---------------------------- | ------------------------ | ------ | -------- | ------------ | -- | ------- |
| 1                            | René Vingerhoedt         | 256    | 191      | 36           | 50 | 51,20 % |
| 2                            | Raymond Steylaerts       | 246    | 197      | 36           | 68 | 49,20 % |
| 3                            | Roger de Becker          | 191    | 192      | 29           | 29 | 38,20 % |
| 4                            | Jean Cailleaux           | 152    | 219      | 23           | 28 | 30,40 % |
| 5                            | Richard Kron             | 130    | 212      | 20           | 33 | 26,00 % |
| 6                            | Maurice van de Kerckhove | 125    | 224      | 18           | 28 | 25,00 % |
| 7                            | Bernard Siguret          | 118    | 230      | 19           | 21 | 23,60 % |
| 8                            | Piet Kruythof            | 101    | 230      | 16           | 18 | 20,20 % |
| Turnierdurchschnitt: 32,97 % |                          |        |          |              |    |         |